# Jevaughn Minzie
Jevaughn Minzie (20 juli 1995) is een Jamaicaans atleet.

## Biografie
Minzie liep tijdens de Olympische Zomerspelen 2016 in het Braziliaanse Rio de Janeiro de series van de 4 x 100 meter estafette. Doordat zijn ploeggenoten de finale wonnen, ontving ook Minzie een gouden medaille.
Vijf jaar later tijdens de volgende spelen behaalde Minzie samen met zijn ploeggenoten de vierde plaats.

## Titels
- Olympisch kampioen 4 x 100 m - 2016

## Persoonlijke records
| Onderdeel | Prestatie | Plaats                    | Datum             |
| --------- | --------- | ------------------------- | ----------------- |
| 100 m     | 10,04 s   | Indianapolis              | 12 juni 1997      |
| 200 m     | 20,66 s   | Walnut Creek (Californië) | 16 april 2000     |
| 4x100m    | 38,15 s   | Sydney                    | 29 september 2000 |

## Palmares

### 100 m
- 2014: 3e HF2 WKJ - 10,43

### 200 m
- 2014: 5e HF1 WKJ - 20,77

### 4 x 100 m
- 2012:  WKJ - 38,97
- 2014:  WKJ - 39,12
- 2016:  OS - 37,94 s (series)
- 2017: series - WR - DNF
- 2019: series - WR - DQ
- 2021: 4e OS - 37,84 s

- World Athletics: 14413602